# Kostel svatého Jana Křtitele (Frýdek-Místek)

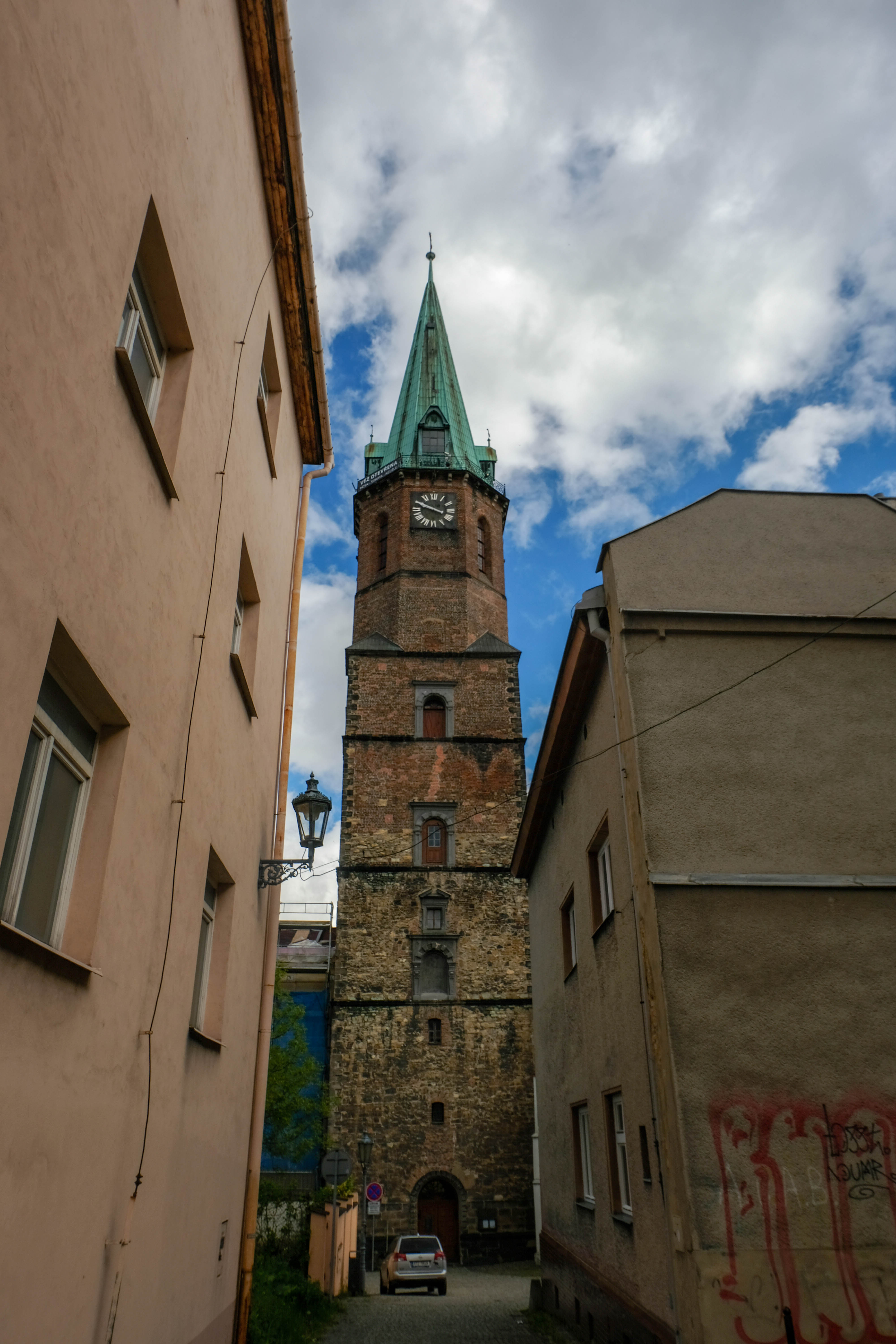
Svatojánská věž farního kostela sv. Jana Křtitele

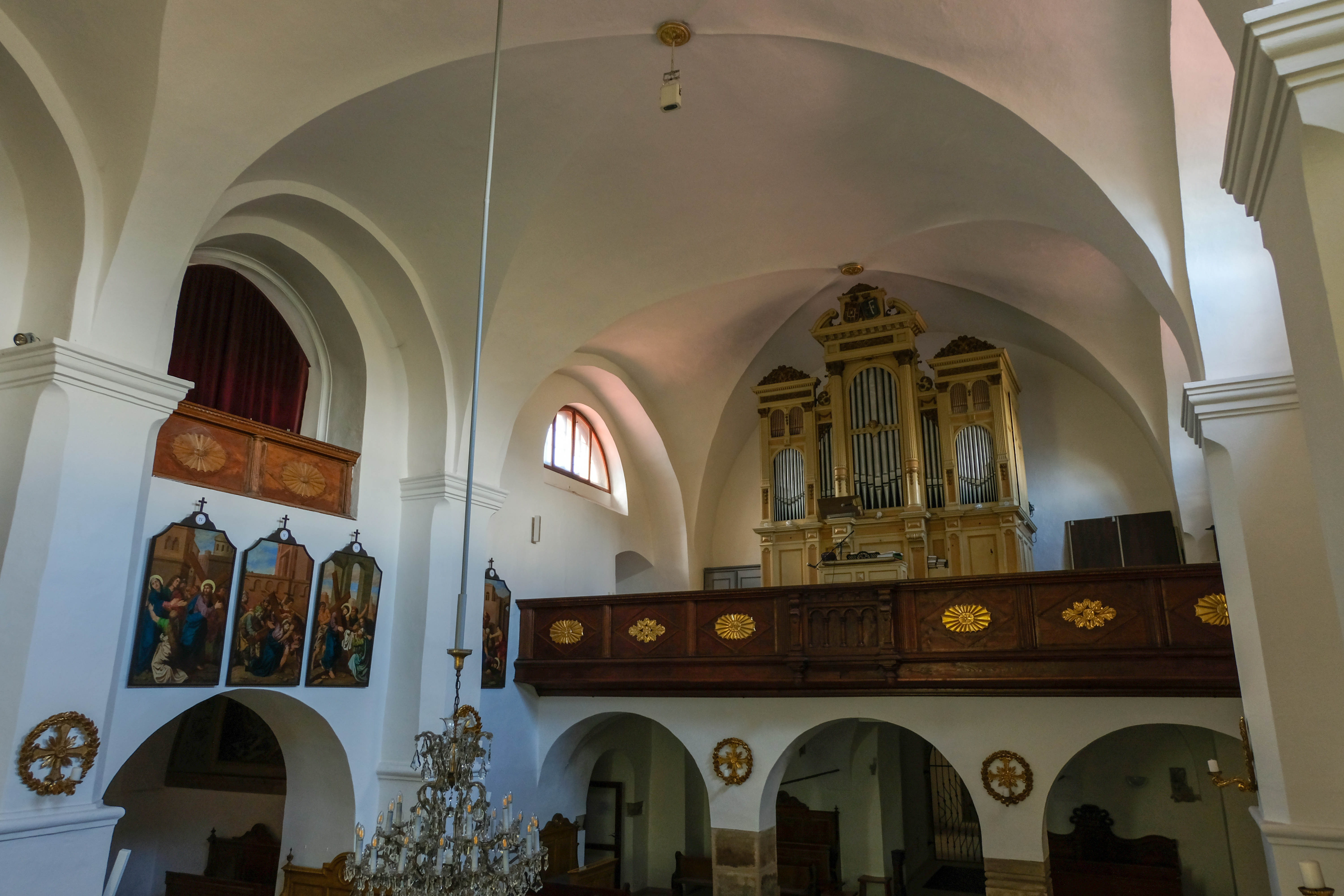
Pohled na kruchtu

Kostel svatého Jana Křtitele se nachází ve Frýdku-Místku poblíž Frýdeckého náměstí. Je to jednolodní bazilikální stavba s kaplemi a kryptou, jejíž gotické jádro pochází patrně z 2. poloviny 14. století. Dominantou kostela je hranolovitá věž pocházející z pozdního 16. století. Kostel byl několikrát poškozen požáry, které měly za následek mnoho úprav. V současnosti slouží jako farní kostel se stálou expozicí „Pohledy do dějin farnosti Frýdek“ v horní části věže.

## Historie

### 14. století
První neoficiální zmínky o kostele sv. Jana Křtitele pochází ze 14. století. Byl postaven poblíž řeky Ostravice, tedy blízko moravskoslezské hranice, a to v době, kdy vznikal i slezský Frýdek. Město bylo zřízeno v sousedství staršího hradu patřícího těšínským knížatům, jenž zajišťoval zmíněnou hranici. Kostel sv. Jana Křtitele byl, jako bylo v té době zvykem, vystavěn na okraji městské zástavby a byla mu udělena samostatná duchovní správa. Už v té době nesl kostel patrocinium sv. Jana Křtitele. Přesto, že nevíme, kdy a kým byl kostel vystavěn, protáhlá gotická okna, klenba a nepravidelný svislý oblouk mezi presbytářem a hlavním oltářem dosvědčuje, že presbytář současného kostela byl pravděpodobně původním jádrem.

### 15. století
První oficiální zmínky o kostele jsou z roku 1447, kdy byl zaznamenán v soupise lokalit opolského arcijáhenství. Roku 1490 bylo zřízeno u kostela kaplanské místo knížetem Kazimírem II. Kvůli vzrůstu počtu obyvatel byla k původnímu kostelu přistavěna nynější kostelní loď a také kaple sv. Anny, která je jednou z nejstarších dochovaných částí kostela a je písemnými prameny doložena k roku 1524. O tomto tvrzení svědčí i fragment gotické klenby.

### 16. století
V polovině 16. století zasáhla Frýdek jako mnohá města reformace, což dosvědčuje správa kostela luterskými kněžími. Není prokázáno, zda pastoři provedli významnější změny v dosavadním vzhledu a výbavě chrámu, dochoval se však značně opotřebovaný kalich nazýván „luterský". Později byl kostel mnohokrát zásadně poškozen požáry, z nichž první proběhl v roce 1592.

### 17. století
Roku 1604 bylo zvýšeno obvodové zdivo kněžiště a lodi, obě části byly zaklenuty a také byla vestavěna kruchta.
Roku 1649 byl vysvěcen hřbitov, který byl ale zrušen během josefinských reforem. Hřbitov byl ohraničen zdí obsahující pět výklenkových kaplí, které vyobrazovaly výjevy z Kristova utrpení. Ještě dnes lze najít v obvodových zdech kostela pozůstatky barokních náhrobků.
V roce 1673 udeřil do kostelní věže blesk a její střecha shořela, ale střecha nad presbytářem ani město neutrpělo žádné škody. Další rána však přišla 12. dubna 1688, když přišel obrovský požár, jenž zničil farní kostel, faru, školu, část zámku a předměstí. Škody byly nedozírné a velká část obyvatelstva zůstala bez domova, farníky připravil požár o ekonomické prostředky. Tehdejší farář Jindřich Samuel Wolf, který nemohl očekávat pomoc, organizoval sbírky a na rekonstrukci kostela také sám přispíval. Nakonec byly obrovské škody na církevním majetku během 12 let nahrazeny. Právě díky Wolfovi byl farní kostel obnoven a rozšířen o kapli sv. Kříže, nové oltáře a tři farní zvony, které farář zakoupil s pomocí manželů Hertschlägerových a bratrstva Nejsvětějšího růžence. Také vybudoval kapli Panny Marie Bolestné a naproti ní kapli tehdy ještě nekanonizovaného Jana Nepomuckého. Kaple Panny Marie Bolestné sloužila jako pohřební kaple pro frýdecký rod Wolfů z Března. To bylo výjimkou, protože většina významných osob, která přispívala na farnost, byla pohřbena pod dlažbou kostela nebo v později přistavěné kryptě pod boční kaplí sv. Anny. Wolf navíc znova vystavěl farní budovu. Obnovený farní kostel byl tak připraven na další vysvěcení, které se konalo v roce 1699 rukou biskupa Jana Brunettiho.

### 18. století
Na začátku 18. století byl založen Václavem Tadeášem Faldinou špitál s kaplí, později sloužící jako obydlí kaplanů. Ve farním kostele nechal Faldina vystavět hlavní oltář a kazatelnu. Roku 1768 byla vybudovaná pod kaplí sv. Anny krypta, do které byli pohřbíváni zvlášť zasloužilí farníci a kněžstvo. Ta byla ale za vlády císaře Josefa II. zazděna a přestala se používat. V 18. století byl dále přistavěn na jižní straně kněžiště depozitář s oratoří v patře a další oratoř vybudována nad jižní kaplí.

### 19. století
11. dubna 1848 vypukl požár v domě číslo 106, který se zapříčiněním větru rozšířil tak, že byla ohněm pohlcena fara, kostel i několik okolních domů. Vyhořelo celé vnitřní město i se zámkem, farní školou, farou a kostelem samotným. Největší ztráty utrpěla věž. Současná podoba kostela vznikla během oprav po zmíněném požáru. Zásluhu nese převážně zdejší arcikněz a farář Karel Findinský.

### 20. století
Roku 1944 došlo k dalšímu požáru kvůli zkratu elektrického vedení, při kterém shořel novogotický oltář v kapli sv. Anny. Roku 1957 byl však nahrazen autentickou kopií. Roku 1994 proběhla rekonstrukce kostela - byla například vyměněna dlažba, upraven portál vedoucí z hlavního vstupu do hlavní lodi a odkryto několik pozůstatků renesanční výmalby.

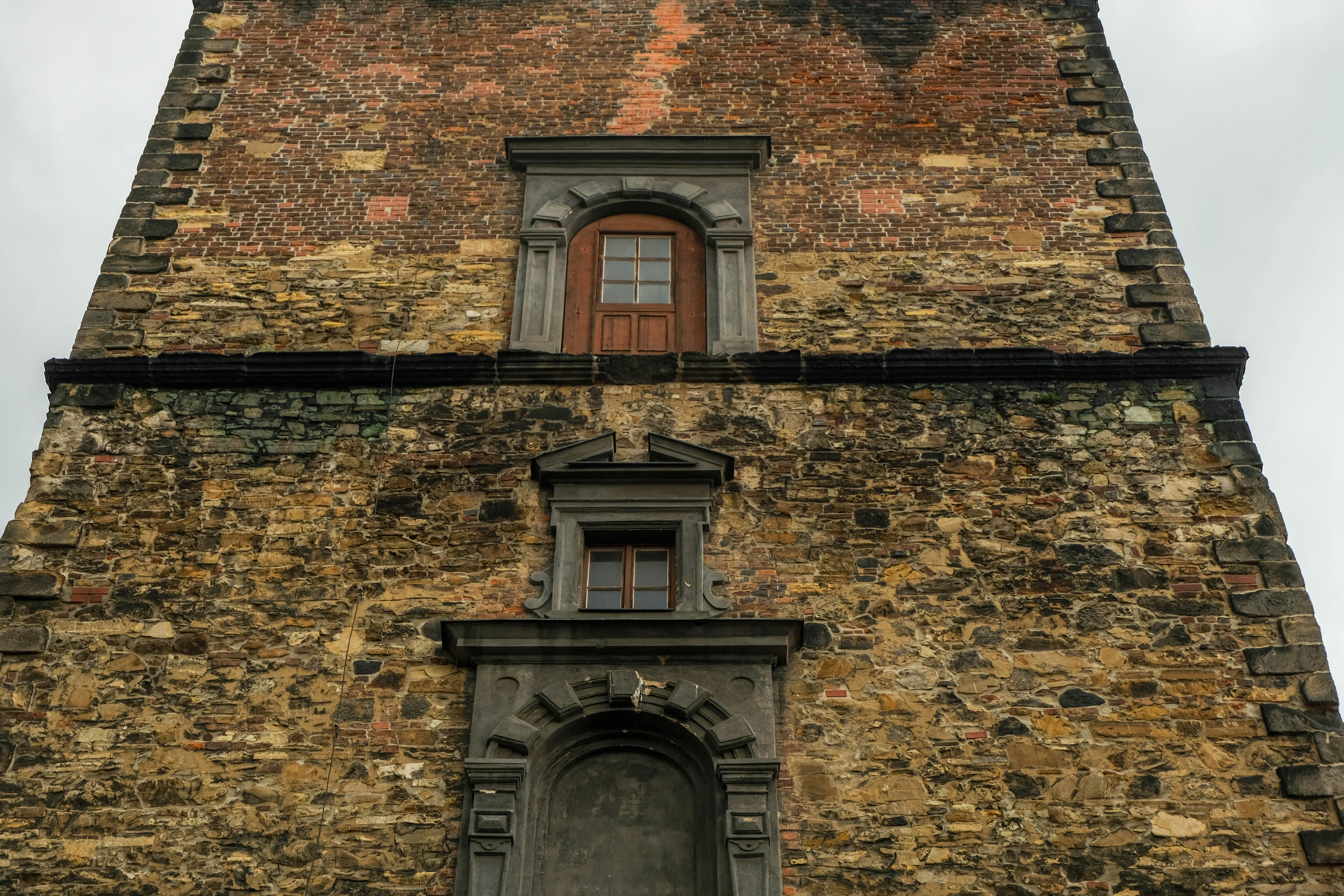
Přechod materiálů na kostelní věži

### Historie kostelní věže
Stavba kostelní věže začala roku 1604, ale stavba probíhala velmi pomalu, a tak trvala až do roku 1650. To bylo zapříčiněno nejistým obdobím třicetileté války, zhoubnými nemocemi a požáry. Základní kámen položila hraběnka Anna Vyškotová z Vodnik, vdova po držiteli panství Bartoloměji Bruntálském z Vrbna. Ještě před dokončením stavby věže byl do farního kostela pořízen velký zvon, a to za faráře Stanislava Nikoliadese Agrikoly. 38 let po dokončení byla však věž zničena požárem. Poté byla až do roku 1765 zastřešena jen provizorně. Tehdy dal farář Karel Ibram zhotovit novou kopuli. Po dalším požáru v roce 1848 byla věž opět pokryta jen prozatímní plochou střechou. Dnešní podoba věže vznikla v poslední třetině 19. století podle návrhu Fridricha Schmidta, který vybudoval novogotické zvonicové patro věže. Věž praskala pod zvonicí a proto byla roku 1993 spuštěna oprava věže. V roce 1974 byla věž obložena měděným plechem. Od roku 2011 je věž přístupná pro veřejnost. Téhož roku byla vybudována stála expozice „Pohledy do dějin farnosti Frýdek“, která seznamuje návštěvníky s faktografií církevních dějin města Frýdku.

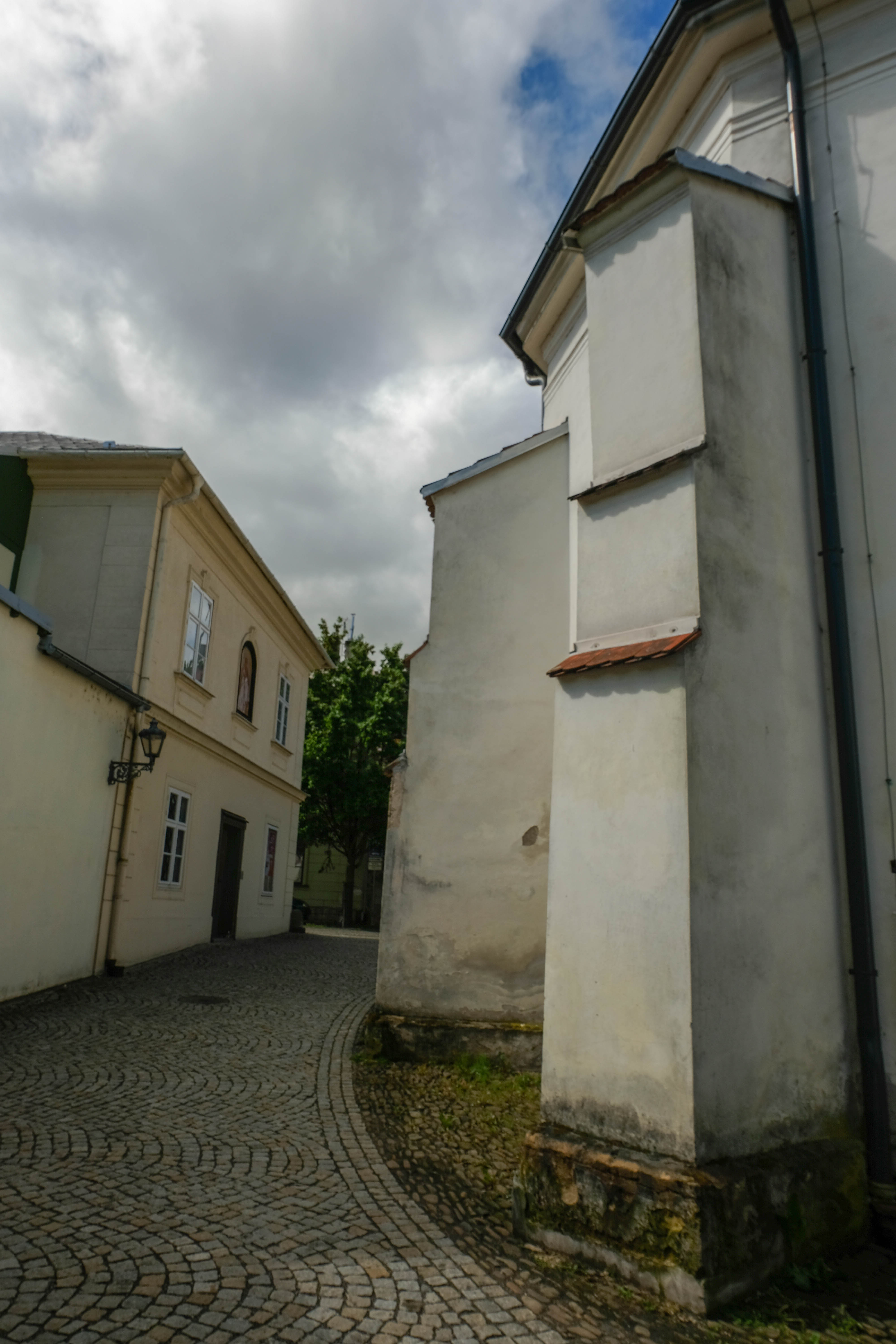
Opěrné pilíře zvenku kněžiště

## Popis

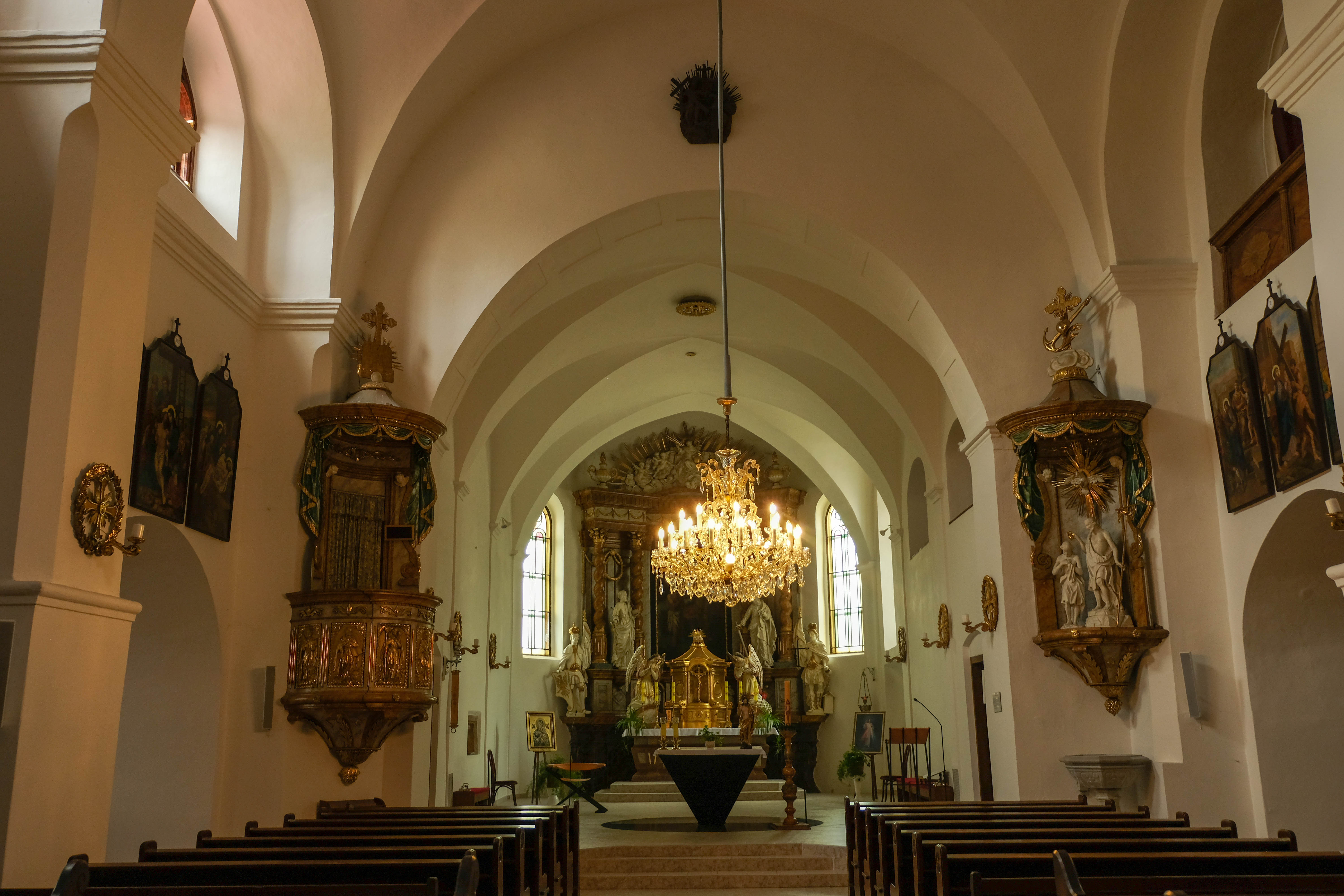
Pohled na hlavní loď a kněžiště

### Architektura

#### Dispozice
Kostel sv. Jana Křtitele je podélná jednolodní stavba s odsazeným trojboce ukončeným kněžištěm, k jehož severní straně se přimyká dlouhá úzká sakristie s obdélným půdorysem, z níž vedou schody do kazatelny, a k jižní zdi přiléhá depozitář s oratoří v patře, do kterého se vstupuje přímo z kněžiště. Druhá oratoř se nachází na jižní straně hlavní lodi a vstupuje se do ní zvenku. Je spojena s druhým depozitářem a kruchtou. Samotná loď má také obdélný půdorys a v severních a jižních polích lodě se nacházejí kaple, rovněž obdélného půdorysu. Na severní straně je to větší kaple sv. Anny a menší kaple sv. Jana Nepomuckého. Pod kaplí sv. Anny se nachází prostorná krypta, dnes už uzavřená. Na jižní straně to je zase větší kaple sv. Kříže a menší kaple Panny Marie Bolestné. Hlavní vstup do kostela je situován na jižní straně. Boční vstup je také na jihu a vede přímo do kaple sv. Kříže. V ose západního průčelí je situována kostelní věž.

#### Exteriér
Kostel má hladké fasády pokryté moderní omítkou, které jsou prolomeny barokními okny s půlkruhovým záklenkem. Za zmínku stojí vybraná okna, která mají gotické prvky - lomený oblouk a vložený trojlist. Na vnější straně obvodových zdí se nachází několik barokních náhrobků. Kněžiště je zvenku vybaveno třemi odstupňovanými polygonálními opěráky.
Dominantou kostela je mohutná hranolovitá věž. Ta je ukončena polygonálním zvonicovým nástavcem z režného cihlového zdiva. Dolní patra jsou z lomového nepravidelného kladeného kamene a výše je zdivo smíšené. Patra jsou oddělena římsami a nároží je armováno kamennými kvádry. V dolní části věže jsou umístěna obdélná okna. Fasády horních tří pater jsou opatřeny opět okny s půlkruhovým záklenkem a s kamenným ostěním zdobeným vybíjeným ornamentem.

#### Interiér
Hlavní vstup je zaklenut lunetovou valenou klenbou s hřebínky. Na západní stěně se nachází dva barokní náhrobky. Portál vedoucí do hlavní lodi je půlkruhového tvaru s moderní vsazenou mříží. Kamenné ostění portálu je původní, tvořené pruty hruškovitého tvaru. Kněžiště i hlavní loď jsou zaklenuty opět lunetovou valenou klenbou s hřebínky. V kněžišti doléhají klenební patky na římsy, v lodi na masivní pilíře. V severní zdi lodi i kněžiště jsou balkony vedoucí do oratoří. Obě oratoře i depozitář jsou plochostropé. Sakristie je zaklenuta valeně. Kruchta je zaklenuta křížovou bezžebrovou klenbou. Obě boční zdi lodi jsou otevřeny dvojicí půlkruhových oblouků do kaplí. Větší kaple - to je kaple sv. Anny a kaple sv. Kříže - jsou zaklenuty hvězdicovou klenbou, zatímco menší kaple jsou zase zaklenuty křížovou bezžebrovou klenbou. V kapli sv. Kříže se nacházejí dvě pole hvězdicové klenby, která obsahuje menší vložený obrazec hvězdice. Její žebra byly původně pravděpodobně hruškovitého tvaru. Klenba je upevněná na konzolách půlkruhového tvaru s krycí destičkou a profilací. Kaple sv. Anny obsahuje jedno pole hvězdicové klenby, která je ukončena jednoduchými odstupňovanými konzolami polygonálního tvaru. V kapli sv. Anny se nachází odkrytý fragment původní klenby. Všechny kaple jsou na oktagonálním půdoryse.Na věži kostela jsou tři mohutné ocelové zvony z roku 1918, které zatím kvůli špatné stabilitě věže nezvoní.

### Zařízení

#### Hlavní oltář a oblast kněžiště
Dnešní oltář pochází z roku 1871 a byl pořízen farářem Václavem Tadeášem Faldinou. Oltář je opatřen přízedním retabulem, který tvoří čtveřice sloupů nesoucí římsové kladí. Uprostřed je umístěna malba vyobrazující Jana Křtitele, hlavního patrona celého kostela, právě křtícího Ježíše Krista v řece Jordán, po bocích jsou umístěny barokní sochy sv. Petra a Pavla a na konzolách jsou figury sv. Václava, hlavního českého patrona, a sv. Floriána, ochránce před ohněm. Sochařská výzdoba oltáře pochází z původního barokního oltáře ze začátku 18. století. Nad římsou je umístěna plastická barokní dřevořezba Boha Otce v oblacích s andílky.
Ze stejné doby pochází přízední kazatelna umístěná na severní straně, která je ozdobena řezbami čtyř evangelistů – sv. Matouše, sv. Marka, sv. Lukáše a sv. Jana, řečniště s reliéfy Krista Dobrého pastýře a čtyř evangelistů. Na jižní straně se nachází mramorová křtitelnice se sousoším Kristova křtu. Nad baldachýnem se nachází odznak víry (kříž), naděje (kotva) a lásky (srdce).

#### Kaple sv. Kříže
V kapli sv. Kříže se nachází novogotický oltář sloužící jako Boží hrob. Po stranách oltáře jsou umístěny sochy sv. Antonína z Padovy a sv. Františka z Assisi. Na zadní straně kaple je umístěná zrestaurovaná freska s výjevem Kristova vzkříšení mrtvých, kterou zakoupil farář Karel Findinský roku 1888. Koncem 19. století dodala mnichovská dílna barevné okenní vitráže zobrazující Krista s trnovou korunou a nesoucí kříž.

#### Kaple sv. Anny
Kaple sv. Anny je pravděpodobně nejzajímavější ze čtveřice kaplí. Roku 1957 byl vytvořen oltář sv. Anny, který je kopií novogotického oltáře, zničeného při požáru roku 1944. Za pozornost stojí také voskové kopie sošky Pražského Jezulátka umístěná nad svatostánkem oltáře. V zadní části kaple se nacházejí obnovené barokní zpovědnice z 18. století, které se stále používají ke svátosti smíření a nedávno zrestaurovaná freska Panny Marie s Ježíškem pocházející z 19. století. V této kapli jsou obnažené fragmenty původní výmalby ze 17. století a nacházejí se na její pravé straně.

#### Kaple sv. Jana Nepomuckého
V kapli sv. Jana Nepomuckého se nachází oltářní obraz znázorňující glorifikaci sv. Jana Nepomuckého, v dolní části obrazu je zachycen Karlův most v Praze, z něhož bylo vhozeno tělo světce do Vltavy. Na stěnách jsou volně zavěšeny vzácné barokní olejomalby sv. Anny (původně obraz starého oltáře v sousední kapli sv. Anny) a Piety (Bolestné Panny Marie s tělem mrtvého Krista sňatého z kříže).

#### Kaple Panny Marie Bolestné
V kapli Panny Marie Bolestné se nachází náhrobek frýdeckého faráře Jindřicha Samuela Wolfa, kterému patří i deska s reliéfní figurou kněze a anděla držícího Wolfův rodový znak.

#### Náhrobky
V kostele se nachází několik náhrobků, z toho tři jsou umístěny na zdech kostela a jsou upomínkou již neexistujícího hřbitova. Vevnitř kostela se nachází náhrobník Jaška Fryštátského, dvojnáhrobek frýdeckých kněží Stanislava Agricoly Nikolaida a Matyáše Františka Tlamencia s jejich ideálními portréty, dále náhrobek Pavlíny Němčikové, Jindřicha Wolfa z Března a jeho manželky Judity.

## Zajímavosti
Roku 1688 podlehl kostel rozsáhlému požáru. Tehdy jako zázrakem neshořel dřevěný kříž, který stál původně u Lískovecké brány, zatímco celé okolí bylo zcela zpustošeno. Od té doby k němu chovají kněží velkou úctu, a ještě téhož roku byl přenesen do nově vybudované kaple sv. Kříže.

## Fotogalerie

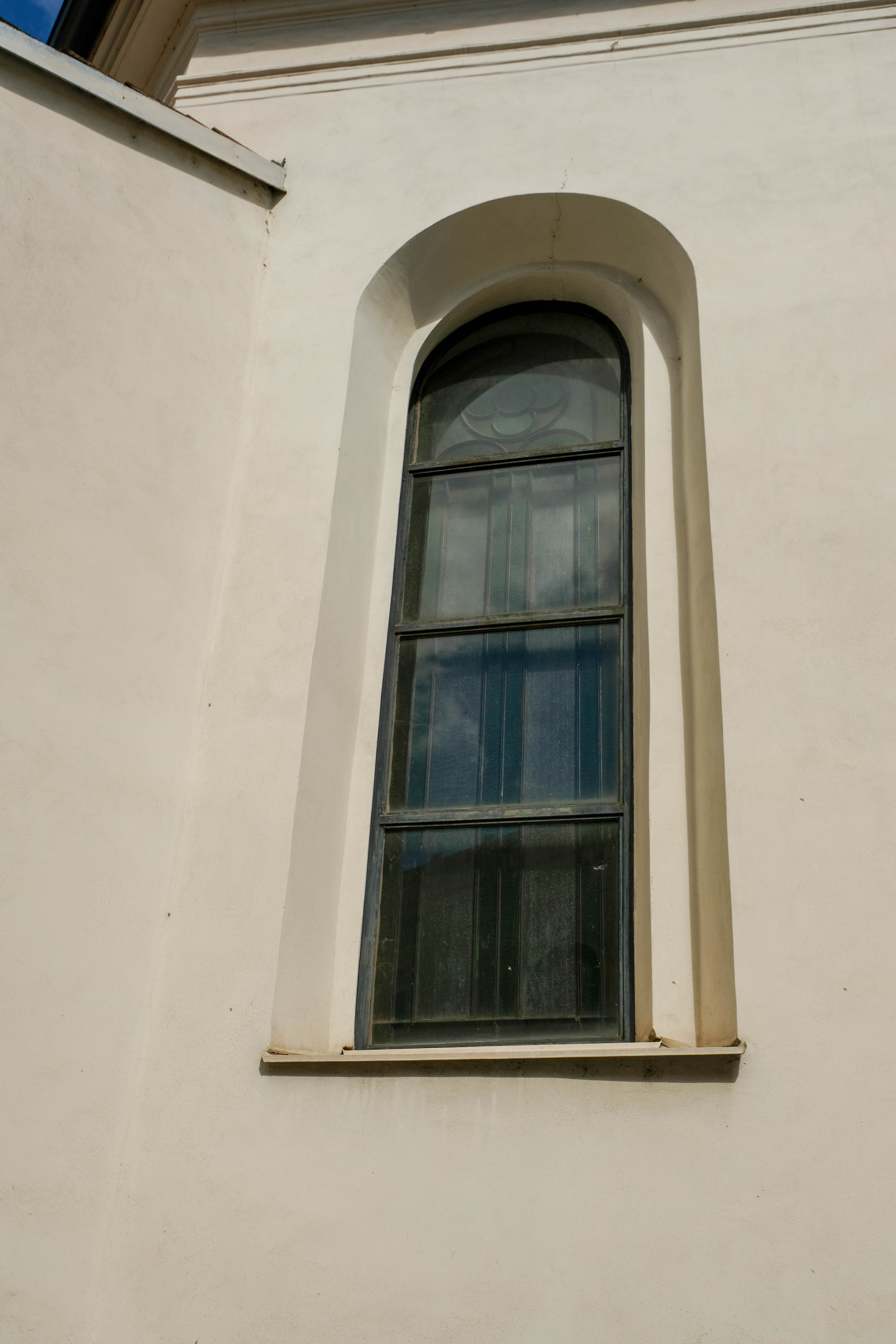
Barokní okno s půlkruhovým zákončením
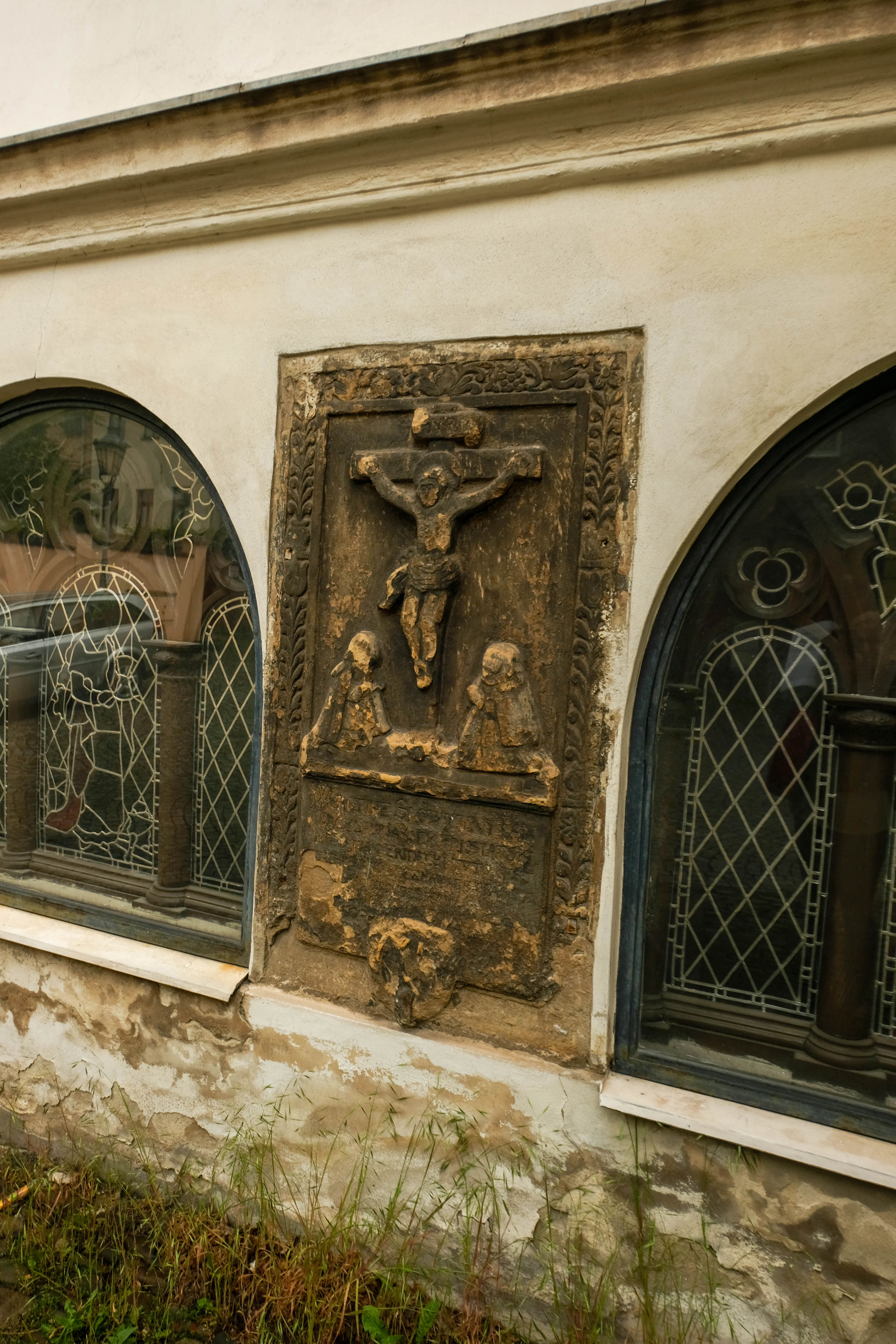
Barokní náhrobek
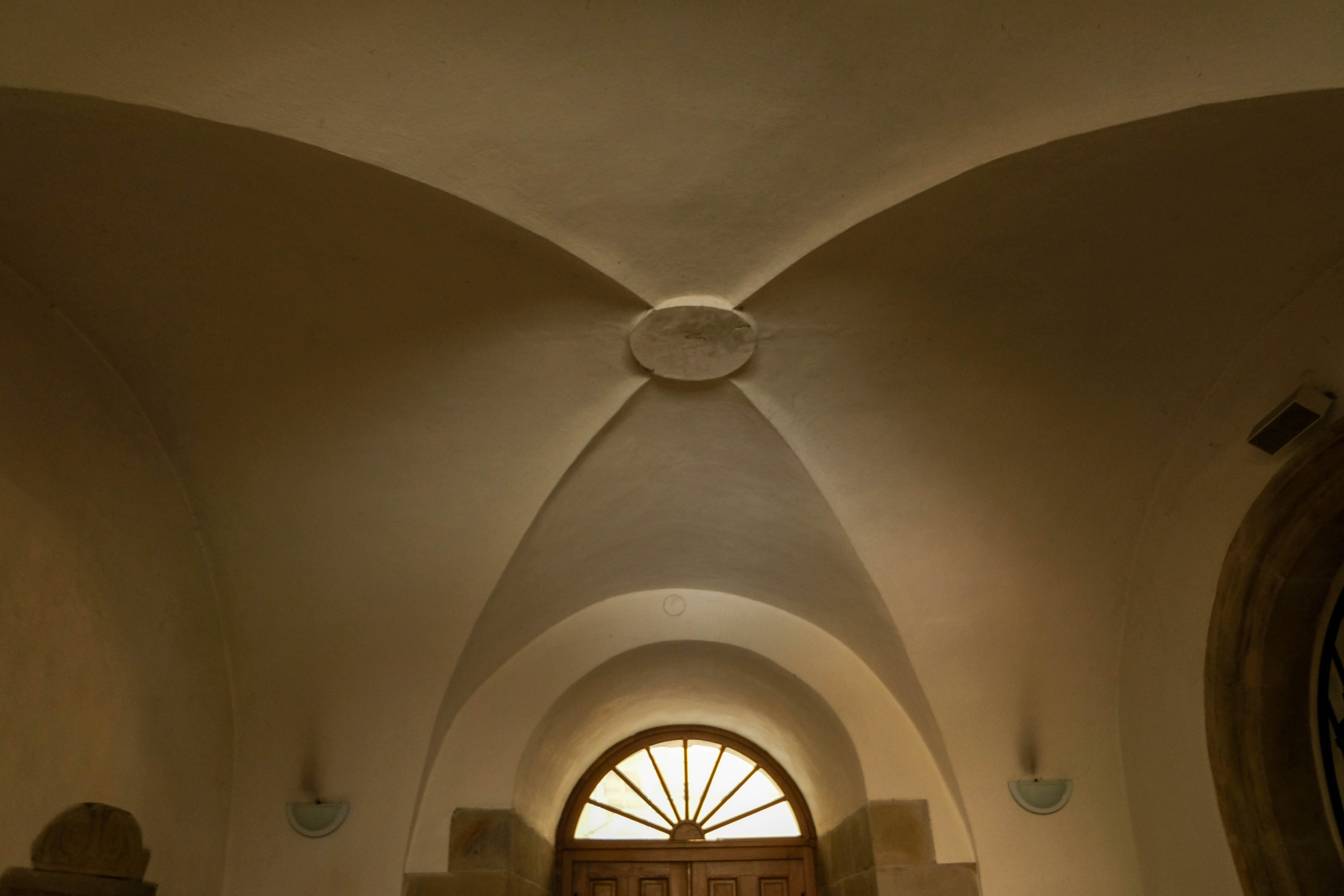
Valená lunetová klenba s hřebínky a se svorníkem v hlavním vstupu
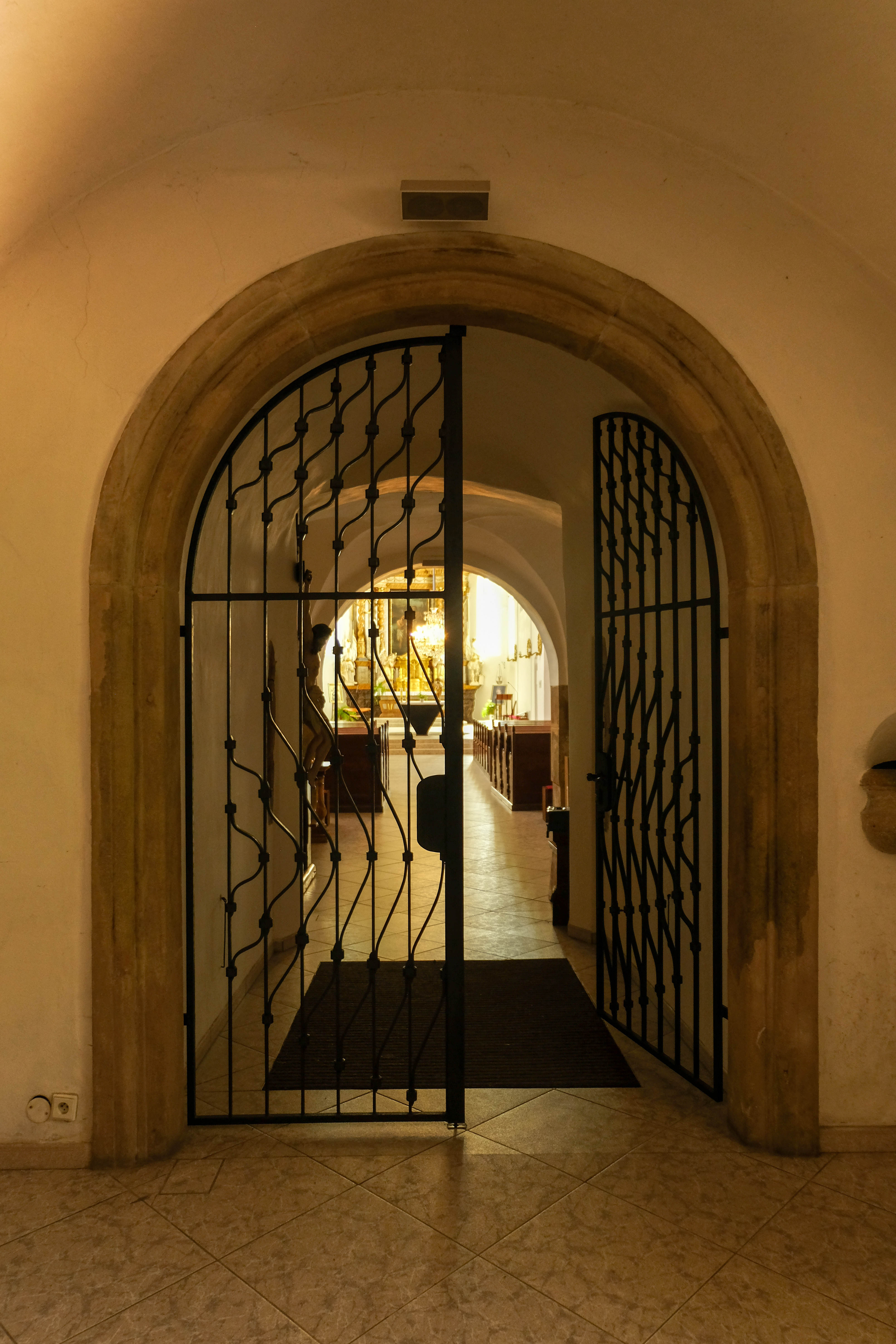
Původní gotický portál hlavního vstupu do hlavní lodi
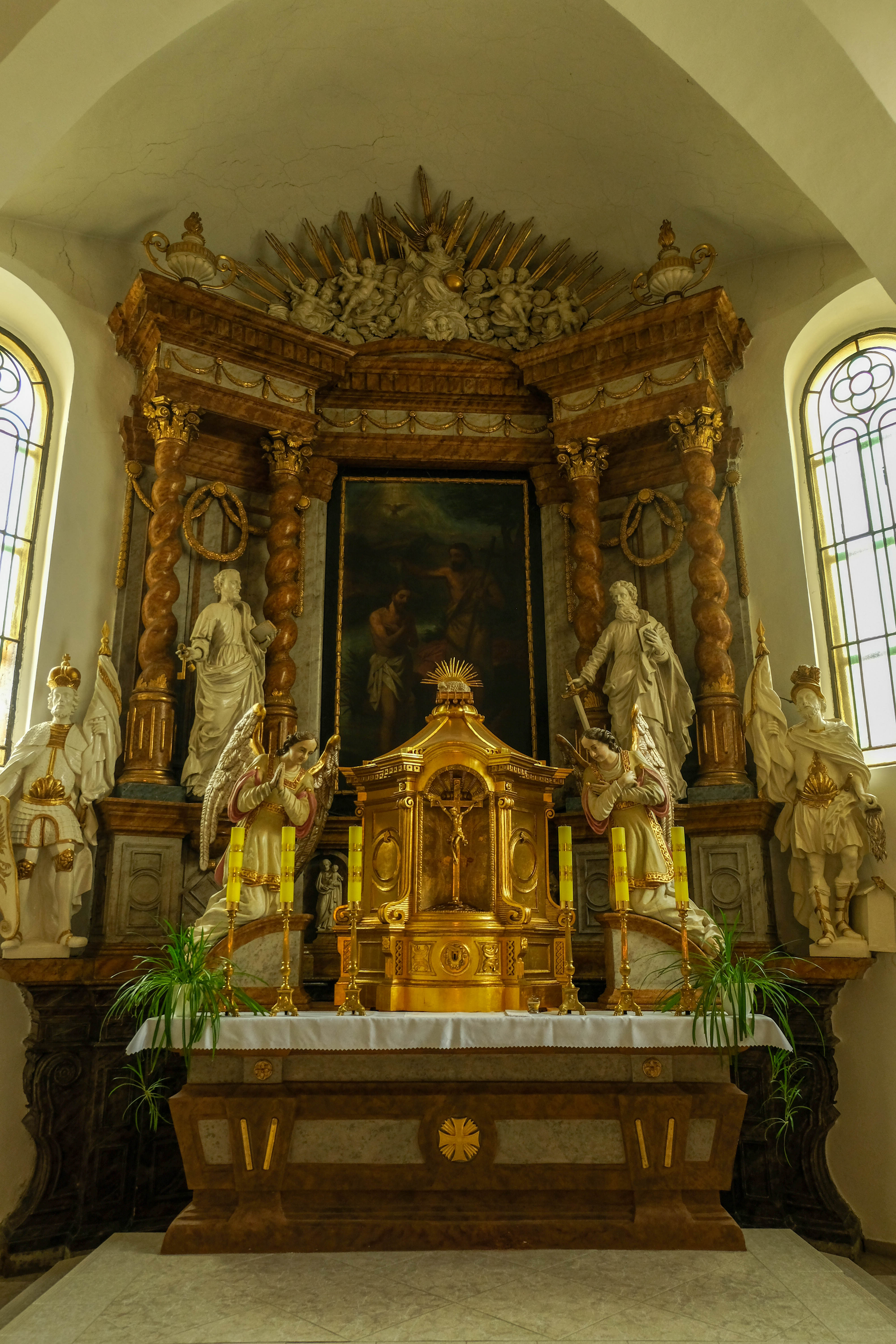
Hlavní oltář
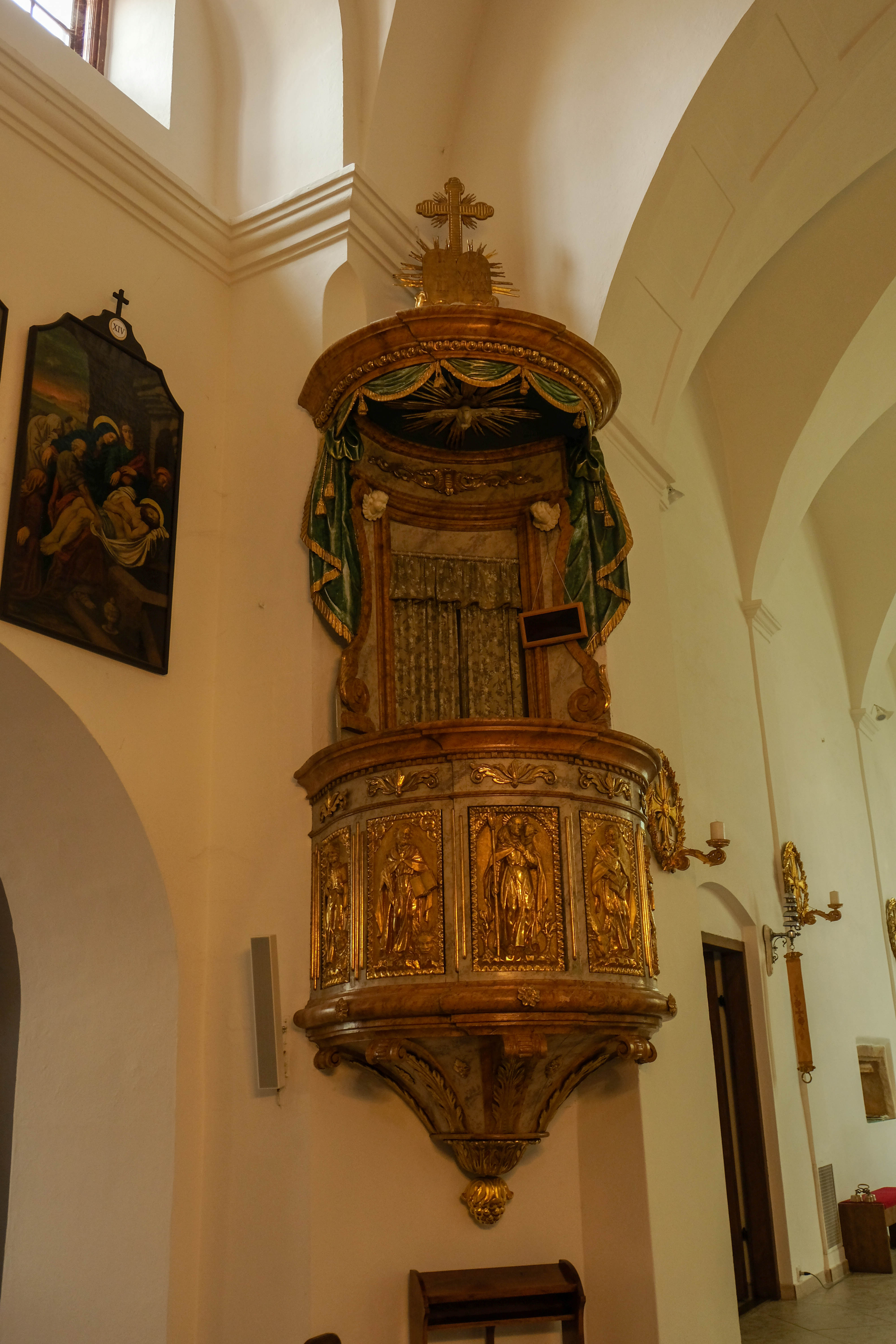
Kazatelna
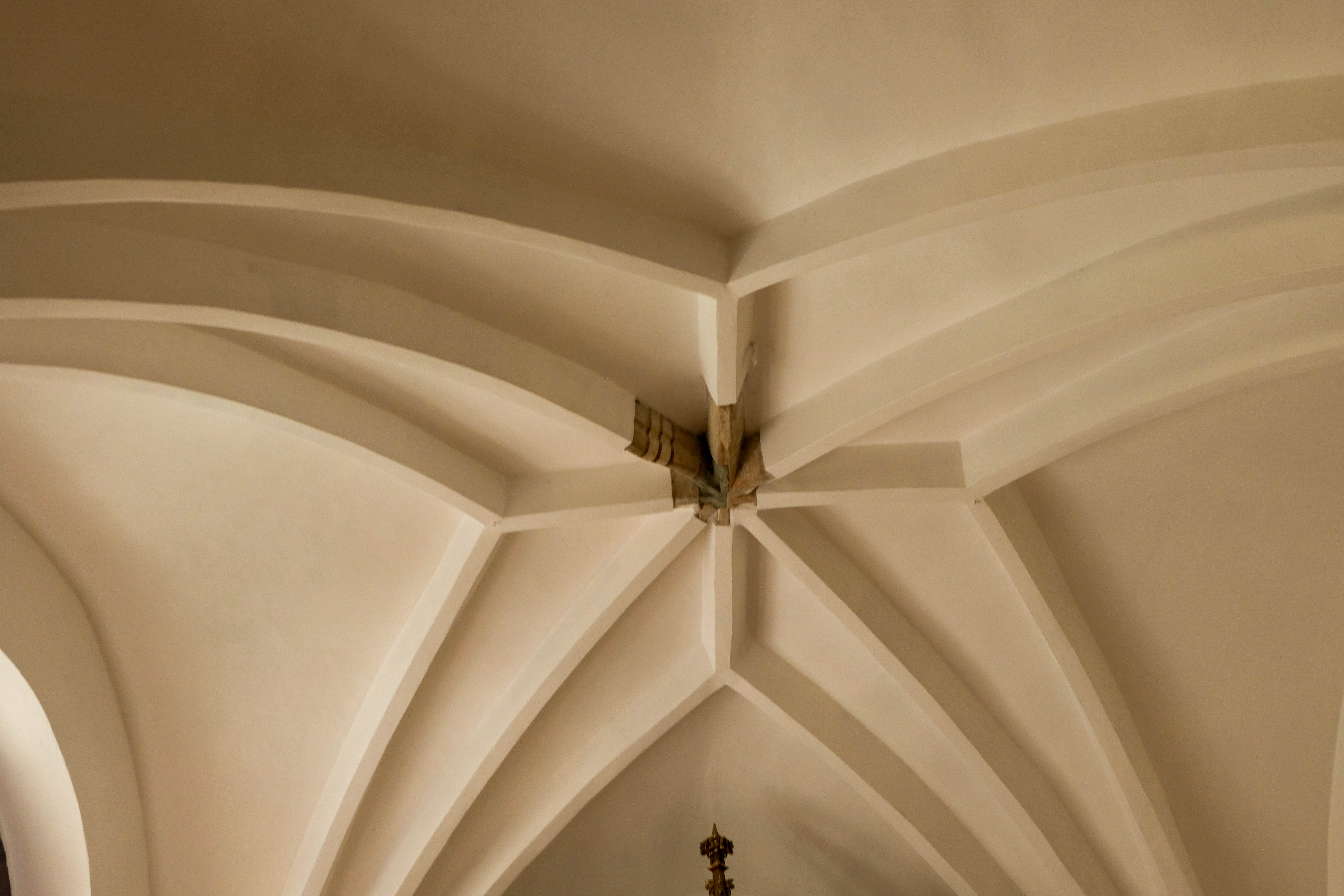
Fragment původní gotické klenby v kapli sv. Anny
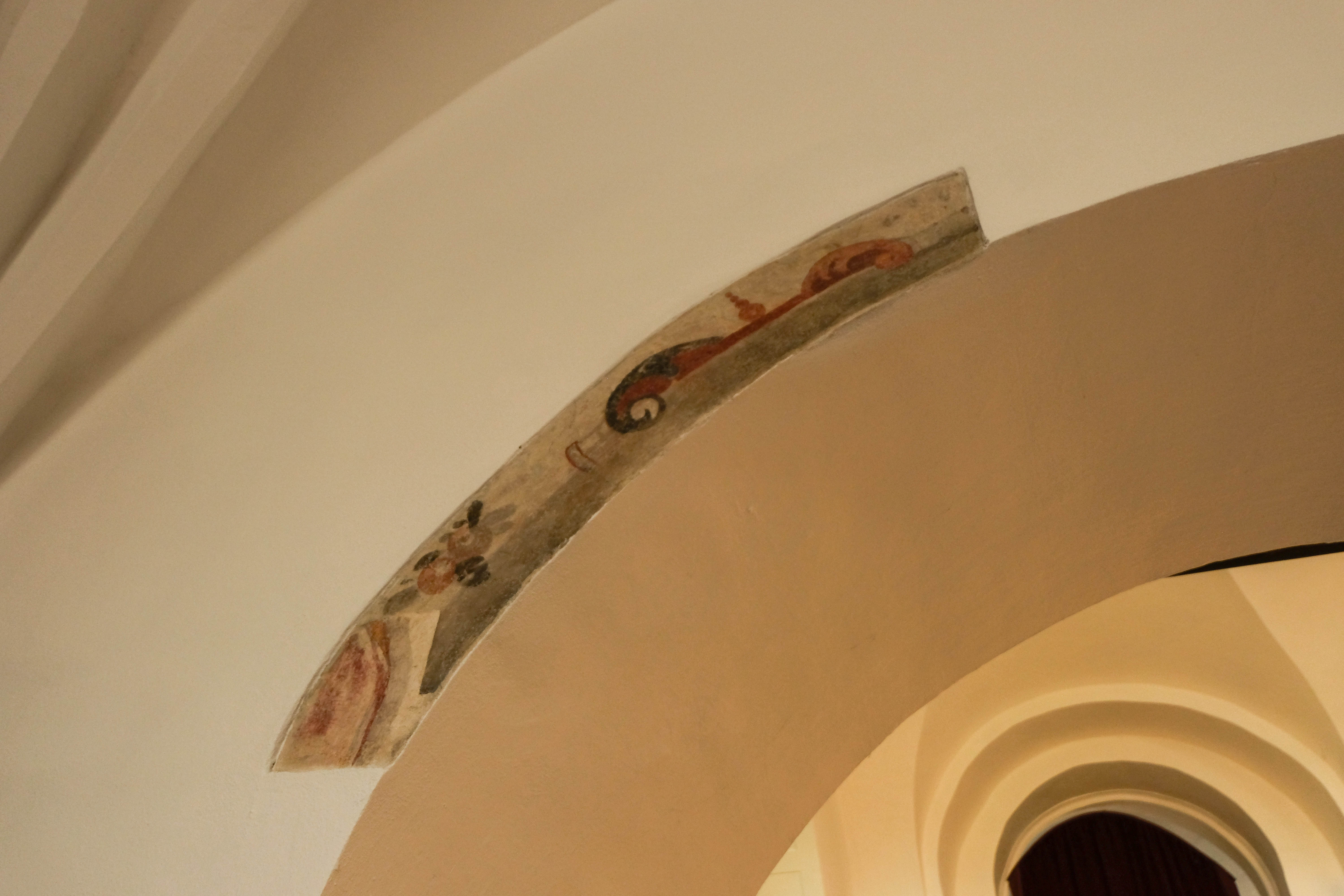
Původní výmalba v kapli sv. Anny
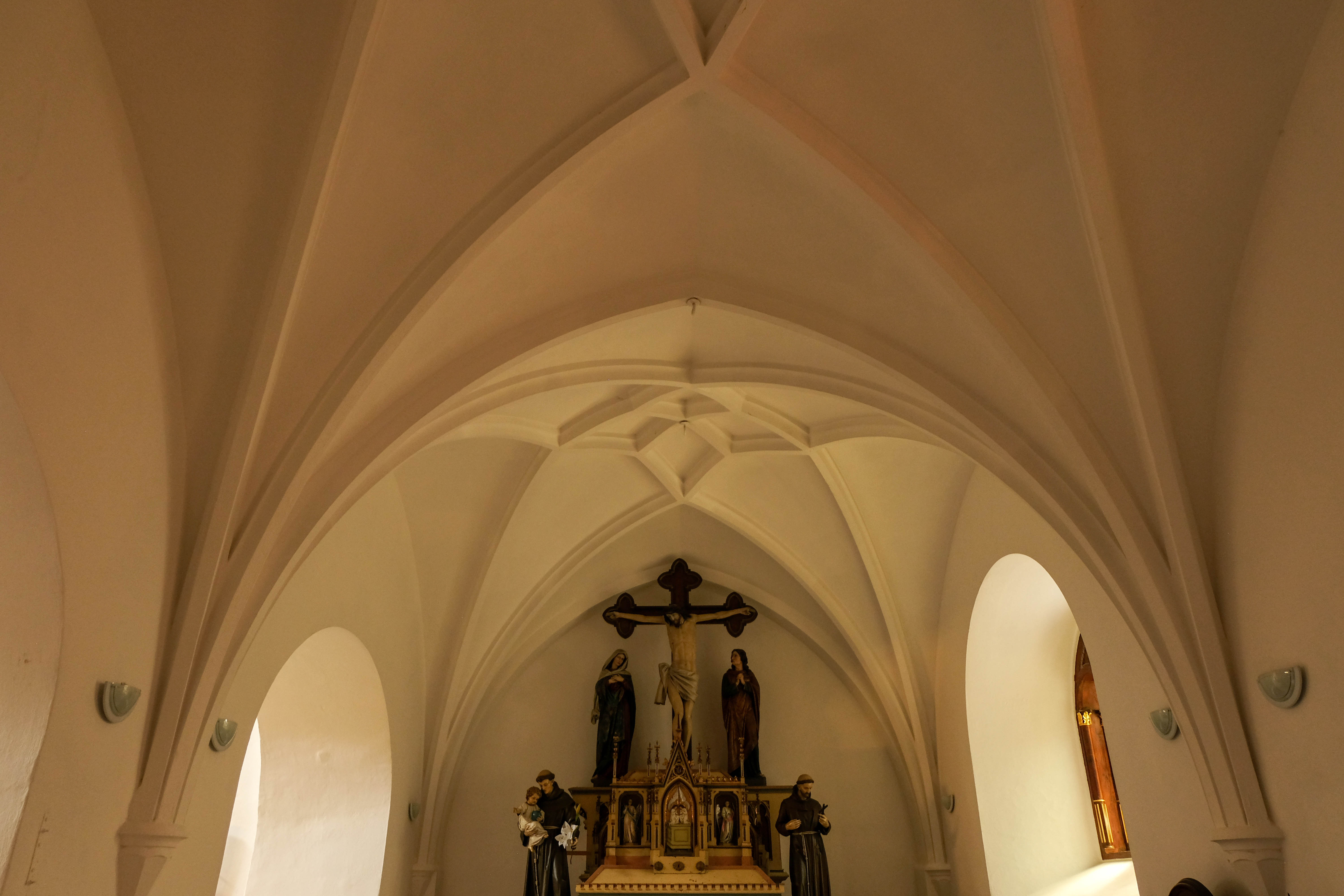
Hvězdicovitá klenba s vloženým obrazcem hvězdice v kapli sv. Kříže
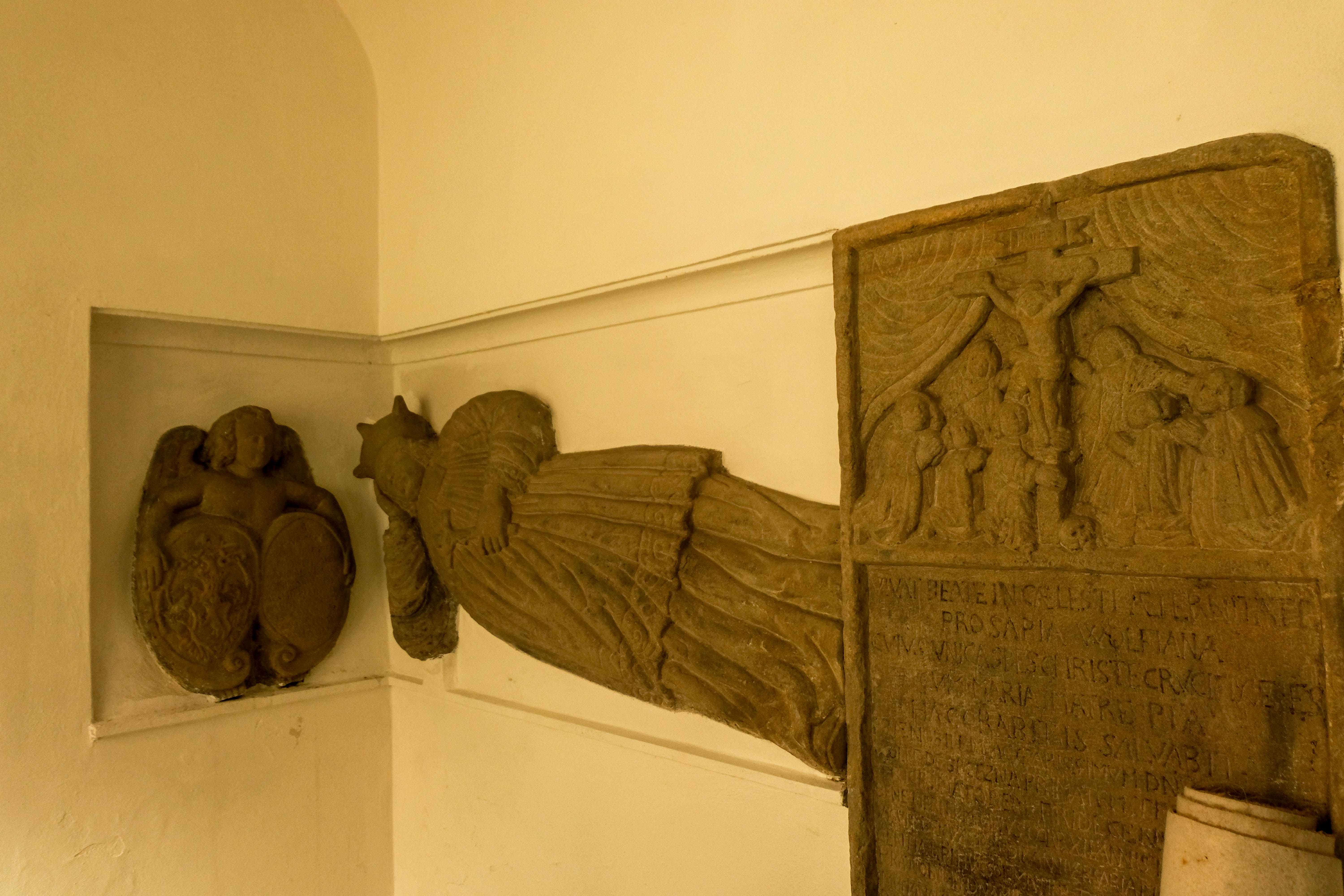
Náhrobek faráře Jindřicha Samuela Wolfa v kapli Panny Marie Bolestné
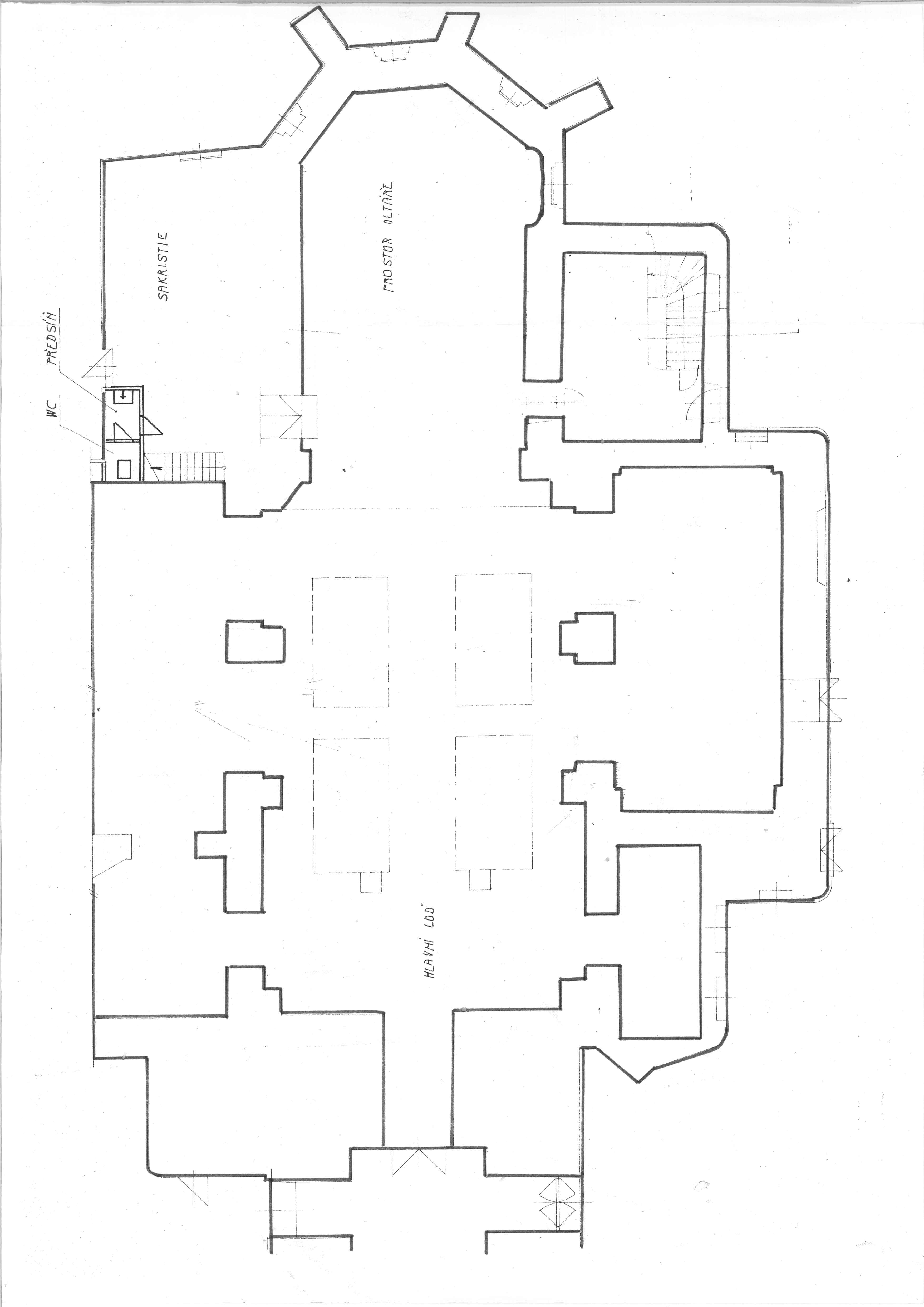
Půdorys kostela